# Fontaine Sainte-Béline
La fontaine Sainte-Béline est située sur la commune française de Landreville, dans le Canton de Bar-sur-Seine du département de l'Aube en Champagne-Ardenne.

## Description
Située sur le flanc d'un coteau, la fontaine marque l'emplacement d'une source. Un calvaire a été érigé à proximité.

## Historique

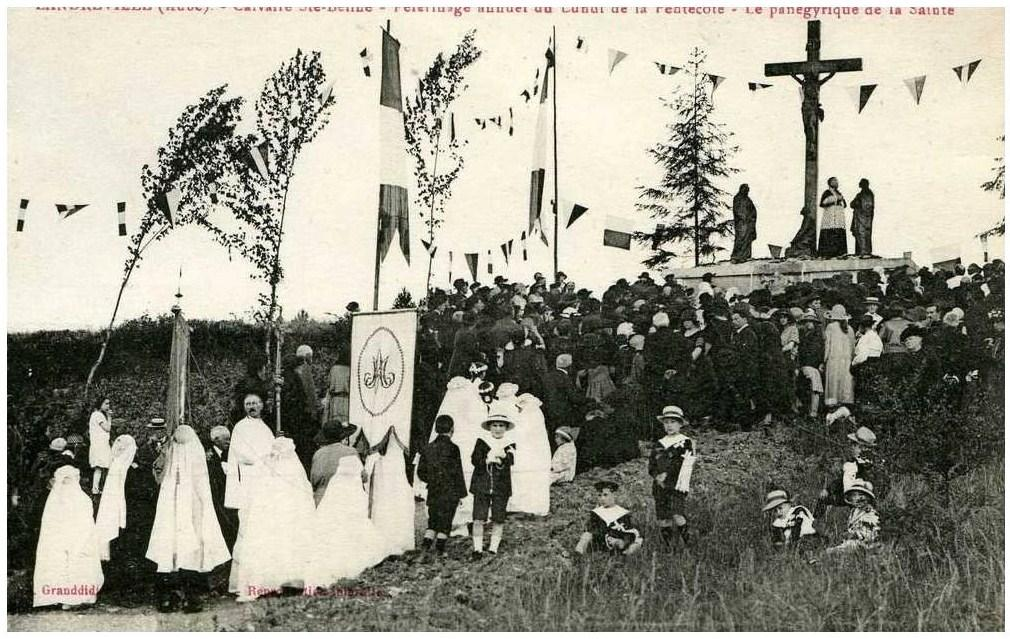
Pèlerinage annuel du lundi de Pentecôte

La fontaine est le lieu du martyre de sainte Béline. Selon la tradition, la source serait miraculeuse.
Au début du XXe siècle, le site fut mis en valeur en vue de favoriser le culte de la sainte. La restauration de la fontaine et la construction d'un calvaire furent entrepris. La fin des travaux devait être officialisée en septembre 1914 par une bénédiction de Monseigneur Monnier, évêque de Troyes, ainsi qu'en témoignent les gravures sur les pierres qui étaient déjà prêtes. La Première Guerre mondiale provoqua l'ajournement des travaux qui furent terminés après la guerre. Monseigneur Monnier put finalement bénir la fontaine et le calvaire le 3 juin 1924.

## Panégyrique
Le texte suivant, gravé au-dessus de la fontaine retrace l'histoire de Sainte Béline.
Née à Landreville d’une famille d’honnêtes paysans, Béline se distingua de ses jeunes compagnes par une plus grande piété et une infatigable charité. Occupée le jour à garder son troupeau elle consacrait la nuit à soigner les malades. Aussi la citait-on dans le village comme un modèle accompli de toutes les vertus et les habitants avaient pour elle, malgré sa jeunesse, une sorte de vénération. Ils devaient bientôt professer pour leur jeune compatriote un culte véritable et la voir placer sur les autels, couronnée des lauriers du martyre. Pour ne pas avoir voulu répondre aux  désirs coupables du seigneur de Landreville, Jean de Pradines, celui-ci lui trancha la tête en ce lieu. Ste Béline fut canonisée 50 ans après sa mort et ses précieux restes exhumés en présence d’un légat du pape, de l’évêque de Langres, des abbés de Clairvaux, de Molesmes et de Mores. Son chef fut conservé jusqu’à la Révolution dans l’abbaye de Mores. Maintenant ses reliques sont exposées dans l’église paroissiale de Landreville à la vénération des fidèles.